# کانتون الکترونیکس
کانتون الکترونیکس (انگلیسی: Canton Electronics) شرکت الکترونیک آلمانی است، که در سال ۱۹۷۲ تأسیس شد.